# Mothocya parvostis
Mothocya parvostis är en kräftdjursart som beskrevs av Bruce1986. Mothocya parvostis ingår i släktet Mothocya och familjen Cymothoidae. Inga underarter finns listade i Catalogue of Life.